# Max Charles
Max Joseph Charles (Dayton, 18 agosto 2003) è un attore e doppiatore statunitense.
Ha recitato nel film del 2012 I tre marmittoni, nel ruolo del giovane Peter Parker in The Amazing Spider-Man e ha avuto un ruolo nella serie fantascientifica della ABC Vicini del terzo tipo. Nel 2014, Charles ha doppiato Sherman nel film della DreamWorks' Mr. Peabody e Sherman e Kion nella serie di Disney Junior The Lion Guard. Ha inoltre interpretato Zack Goodweather nella serie televisiva The Strain.

## Biografia

### Giovinezza
Charles è nato a Dayton, in Ohio il 18 agosto 2003. Charles ha tre fratelli maggiori - Logan, Mason e Brock Charles.

### Carriera
Charles ha ottenuto la sua prima audizione dopo che un produttore ha chiesto ad uno dei suoi fratelli di fare un provino per un ruolo; Charles chiese a sua madre se poteva accompagnare suo fratello e venne assunto per il suo primo ruolo da attore. In I tre marmittoni, Charles può essere visto in una scena con tutti e tre i fratelli. Charles è rappresentato dalla CESD Talent Agency and Symington Talent Management.
Ha recitato per la prima volta nel 2010 in un episodio della terza stagione della serie HBO
True Blood. Il suo successivo lavoro come guest star televisiva include la serie Fox Aiutami Hope!, la serie NBC Community, la serie TV Land Hot in Cleveland, e la serie Disney Channel Jessie. Charles ha anche recitato nel film televisivo del 2010 Miracolo a novembre e nel film direct-to-DVD del 2011 Supercuccioli - Un'avventura da paura!.
All'inizio del 2012, Charles è apparso in I tre marmittoni nel ruolo di Peezer, un giovane orfano che incontra i tre personaggi protagonisti. In quello stesso anno, è apparso anche nei film Least Among Saints e White Space. Nel 2012, Charles ha interpretato un giovane Peter Parker in The Amazing Spider-Man, un ruolo la cui controparte adulta era interpretata da Andrew Garfield. Nell'autunno 2012, Charles ha iniziato a recitare nella serie comica di fantascienza della ABC Vicini del terzo tipo. Charles ha doppiato Sherman nel film della DreamWorks Animation Mr. Peabody e Sherman (2014).
In seguito è apparso in alcune serie televisive come I fantasmi di casa Hathaway, Rizzoli & Isles e Constantine.
Ha prestato la sua voce ad alcuni personaggi nelle versioni originali di varie serie d'animazione, tra le quali Robot Chicken, American Dad! e I Griffin. Nel 2014 ha doppiato il personaggio di Sherman nella versione originale del film d'animazione Mr. Peabody e Sherman. Sempre nel 2014 è apparso nel film di Clint Eastwood American Sniper.
Nel gennaio 2015, è stato scelto per interpretato il ruolo di Zach Goodweather dalla seconda stagione della serie televisiva The Strain, sostituendo Ben Hyland. Ha poi interpretato il ruolo di Spin nella serie televisiva Lab Rats. Nello stesso anno ha doppiato il protagonista della serie d'animazione Harvey Beaks e nell'anno successivo ha prestato la sua voce al protagonista di The Lion Guard, serie Disney basata sul film Il re leone.

## Filmografia

### Attore

#### Cinema
- Supercuccioli - Un'avventura da paura! (Spooky Buddies), regia di Robert Vince (2011) Uscito in home video
- Il marchio dell'inganno (Unstable), regia di Michael Feifer (2012)
- I tre marmittoni (The Three Stooges), regia di Peter e Bobby Farrelly (2012)
- The Amazing Spider-Man, regia di Marc Webb (2012)
- Least Among Saints, regia di Martin Papazian (2012)
- The Amazing Spider-Man 2 - Il potere di Electro (The Amazing Spider-Man 2), regia di Marc Webb (2014)
- The Last Survivors, regia di Tom Hammock (2014)
- American Sniper, regia di Clint Eastwood (2014)
- London's Musical Nightmare (2020)
- Ali's Realm, regia di Mario Torres Jr. – cortometraggio (2021)

#### Televisione
- True Blood – serie TV, 1 episodio (2010)
- Aiutami Hope! (Raising Hope) – serie TV, 1 episodio (2010)
- Miracolo a novembre (November Christmas), regia di Robert Harmon – film TV (2010)
- Community – serie TV, 1 episodio (2011)
- Hot in Cleveland – serie TV, 1 episodio (2011)
- My Life As an Experiment, regia di Michael Alan Spiller – film TV (2011)
- Jessie – serie TV, 1 episodio (2012)
- Scent of the Missing, regia di Susannah Charleson – film TV (2012)
- I fantasmi di casa Hathaway (The Haunted Hathaways) – serie TV, 1 episodio (2013)
- Rizzoli & Isles – serie TV, episodio 4x13 (2014)
- Vicini del terzo tipo (The Neighbors) – serie TV, 44 episodi (2012-2014)
- Polo Nord - La magica città del Natale (Northpole), regia di Douglas Barr – film TV (2014)
- Constantine – serie TV, 1 episodio (2014)
- Lab Rats – serie TV, 7 episodi (2015)
- Childrens Hospital – serie TV, 1 episodio (2015)
- The Strain – serie TV, 33 episodi (2015-2017)
- These Streets Don't Love You Like I Do! – serie TV, 1 episodio (2019)

### Doppiatore
- Robot Chicken – serie animata, episodio 6x01 (2012)
- Mr. Peabody e Sherman (Mr. Peabody & Sherman), regia di Rob Minkoff (2014)
- La leggenda di Korra (The Legend of Korra) – serie animata, 1 episodio (2014)
- Elf: Buddy's Musical Christmas, regia di Mark Caballero e Seamus Walsh – cortometraggio TV (2014)
- The Lion Guard - Il ritorno del ruggito (The Lion Guard: Return of the Roar), regia di Howy Parkins – film TV (2015)
- Adventure Time – serie animata, 4 episodi (2012-2016)
- Minnie's Bow-Toons – serie animata, 41 episodi (2011-2021)
- Angry Birds - Il film (The Angry Birds Movie), regia di Clay Kaytis e Fergal Reilly (2016)
- Scooby-Doo! e il fantasma del ranch (Scooby-Doo! Shaggy's Showdown), regia di Matt Peters (2017)
- Mr. Peabody & Sherman Show (The Mr. Peabody & Sherman Show) – serie animata, 52 episodi (2015-2017)
- Whisker Haven Tales with the Palace Pets – serie animata, 4 episodi (2016-2017)
- Harvey Beaks – serie animata, 45 episodi (2015-2017)
- I Griffin (Family Guy) – serie animata, 10 episodi (2012-2018)
- American Dad! – serie animata, 6 episodi (2012-2019)
- The Lion Guard – serie animata, 74 episodi (2016-2019)
- Il drago dei desideri (Wish Dragon), regia di Chris Appelhans (2021)

## Riconoscimenti
- 2013 – Young Artist Awards[26]
  - Eccezionale gruppo di giovani attori in una serie TV per Vicini del terzo tipo (con Isabella Crovetti e Ian Patrick)
  - Candidatura come Miglior giovane attore non protagonista in una serie TV per Vicini del terzo tipo
- 2015 – Young Artist Awards[27]
  - Candidatura come Miglior giovane attore non protagonista in un film per The Amazing Spider-Man 2 - Il potere di Electro
- 2015 – Behind the Voice Actors Awards[28]
  - Candidatura come Voce emergente dell'anno
- 2016 – Behind the Voice Actors Awards
  - Candidatura come Best Vocal Ensemble in a TV Special/Direct-to-DVD Title or Short per The Lion Guard - Il ritorno del ruggito (con Joshua Rush, Atticus Shaffer, Diamond White, Dusan Brown, Rob Lowe, Gabrielle Union, Khary Payton, Andrew Kishino e Eden Riegel)
- 2016 – Saturn Awards[29]
  - Candidatura come Miglior giovane attore in una serie televisiva per The Strain
- 2017 – Saturn Awards
  - Candidatura come Miglior giovane attore in una serie televisiva per The Strain
- 2017 – Behind the Voice Actors Awards
  - Candidatura come Best Male Lead Vocal Performance in a Television Series per The Lion Guard
  - Candidatura come  Best Vocal Ensemble in a New Television Series per The Lion Guard (con Joshua Rush, Diamond White, Atticus Shaffer, Dusan Brown, Rob Lowe, Gabrielle Union, Eden Riegel, Andrew Kishino, Kevin Schon, Sarah Hyland, Madison Pettis, Khary Payton, Gary Anthony Williams e Jonny Rees)
- 2018 – Saturn Awards
  - Candidatura come Miglior giovane attore in una serie televisiva per The Strain

## Doppiatori italiani
Nelle versioni in italiano delle opere  in 
cui  ha  recitato, Max Charles è stato doppiato da:
- Tito Marteddu in Miracolo a novembre, Il marchio dell'inganno
- Riccardo Suarez ne I tre marmittoni
- Arturo Valli in Vicini del terzo tipo
- Mattia Fabiano in The Strain

Da doppiatore è sostituito da:
- Nanni Baldini in Robot Chicken
- Leonardo Della Bianca in Mr. Peabody e Sherman
- Patrizia Mottola in Harvey Beaks
- Giulio Bartolomei in Mr. Peabody & Sherman Show
- Mattia Fabiano in The Lion Guard